# محمد بنشريفة (لاعب كرة قدم)
محمد بن شريفة، لاعب كرة قدم مغربي محترف يلعب كـمدافع لفريق الفتح الرباطي. ولد بنشريفة بمدينة الدار البيضاء في 23 يونيو 1976 ويشتهر بتسديداته الصاروخية التي سجل منها عشرات الأهداف.
صنع بنشريفة لنفسه اسما في تاريخ كرة القدم المغربية، إذ لعب لفريق الوداد البيضاوي من 1997 إلى 2006، قبل الانتقال إلى نادي المغرب التطواني المغربي بين عامي 2006 و2009، ثم وقع لفريق الفتح الرباطي في 2009. وخاض بنشريفة تجربة احترافية قصيرة بنادي الخور القطري عام 2003 وأخرى بنادي الوحدة الإماراتي بين 2003 و2004، كما سبق له أن مثل المنتخب المغربي في ثلاث مباريات بين عامي 2000 و2001.

## روابط خارجية
- محمد بنشريفة على موقع قاعدة بيانات كرة القدم.إي يو (الإنجليزية)
- محمد بنشريفة على موقع ناشيونال فوتبول تيمز (الإنجليزية)